# Provinz Sánchez Carrión

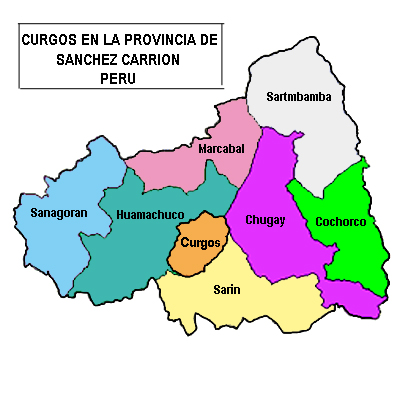
Lage der Distrikte

Die Provinz Sánchez Carrión liegt in der Region La Libertad im Nordwesten von Peru. Benannt wurde die Provinz nach José Faustino Sánchez Carrión (1787–1825), einem peruanischen Politiker, der sich für die Unabhängigkeit Perus einsetzte. Die Provinz hat eine Fläche von 2486 km². Beim Zensus 2017 lebten 144.405 Menschen in der Provinz. Im Jahr 1993 lag die Einwohnerzahl bei 108.300, im Jahr 2007 bei 136.221. Verwaltungssitz ist die Stadt Huamachuco.

## Geographische Lage
Die Provinz Sánchez Carrión liegt im zentralen Osten der Region La Libertad etwa 125 km ostnordöstlich der Großstadt Trujillo in der peruanischen Westkordillere. Die Provinz besitzt eine Längsausdehnung in West-Ost-Richtung von knapp 70 km. Der Fluss Río Marañón verläuft entlang der östlichen Provinzgrenze. Dessen linke Nebenflüsse Río Chusgón und Río Crisnejas (über dessen rechten Quellfluss Río Condebamba) entwässern das Gebiet nach Nordosten.
Die Provinz Sánchez Carrión grenzt im Norden an die Provinz Cajabamba (Region Cajamarca), im Osten an die Provinzen Bolívar und Pataz, im Süden an die Provinz Santiago de Chuco sowie im Westen an die Provinz Otuzco.

## Verwaltungsgliederung
Die Provinz Sánchez Carrión gliedert sich in folgende acht Distrikte. Der Distrikt Huamachuco ist Sitz der Provinzverwaltung.
| Distrikt    | Verwaltungssitz |
| ----------- | --------------- |
| Chugay      | Chugay          |
| Cochorco    | Aricapampa      |
| Curgos      | Curgos          |
| Huamachuco  | Huamachuco      |
| Marcabal    | Marcabal        |
| Sanagorán   | Sanagorán       |
| Sarín       | Sarín           |
| Sartimbamba | Sartimbamba     |